# Вуливули, Альберт
Альберт Вуливули (англ. Albert Vulivuli, родился 26 мая 1985 в Савусаву) — фиджийский регбист, выступающий на позиции центра и винга; игрок французского клуба «Ван».

## Биография

### Семья
Родом из спортивной семьи. Старший брат Томас — футболист, чемпион Южнотихоокеанских игр 2002 года в составе сборной Фиджи; младшая сестра Финау — футбольная судья, обслуживала матчи чемпионатов мира среди девушек до 17 лет, а также судила один матч чемпионата мира 2011 года. Супруга — Стефани.

### Игровая карьера
Учился в Хэмилтонской мужской средней школе в Уаикато. В 2004—2008 годах играл за команду провинции «Уаикато» до 20 лет и за второй состав, после чего перебрался в Австралию. В Супер 14 сезона 2009 года играл за клуб «Квинсленд Редс», по окончании сезона перешёл в чемпионат Франции. В составе команды «Бургуэн-Жальё» дебютировал на позиции винга в сентябре 2009 года против клуба «Расинг Метро 92», сыграв 16 матчей в сезоне 2009/2010, а после завершения сезона стал игроком «Расинга», дебютировав на позиции внутреннего центрового в августе 2010 года против «Брива» в сезоне 2010/2011. На позиции внешнего центрового сыграл против «Лестер Тайгерс» в групповом этапе Кубка Хейнекен, отметившись попыткой.
В связи с травмой защитника Камели Ратувоу в осенней серии тест-матчей 2010 года Вуливули сменил его в сборной Фиджи, сыграв в 2011 году на чемпионате мира. В 2013 году Вуливули перешёл в «Ла-Рошель», в 2015 году стал игроком клуба «Монпелье Эро». Позже представлял снова клуб «Расинг», с 2018 года играет за «Ван».

### Стиль игры
Известен в Топ-14 своими рывками и забегами, а также коронными захватами, схож по стилю с Серу Рабени. Однако из-за обилия травм не раскрыл своего потенциала до конца.